# Tunguska (affluente dell'Amur)
La Tunguska è un fiume della Russia siberiana orientale (Territorio di Chabarovsk), tributario di sinistra dell'Amur.
Si forma dalla confluenza dei due rami sorgentiferi Urmi e Kur, scorrendo per alcune decine di chilometri nel bassopiano del basso Amur; sfocia nell'Amur alcune decine di chilometri a monte di Chabarovsk. Il fiume costituisce solo la parte terminale del sistema fluviale, e ha dimensioni molto minori dei suoi due rami sorgentiferi.
La Tunguska ha un regime che si differenzia leggermente dalla media dei fiumi russi, analogamente a parecchi fiumi del bacino dell'Amur: gelato nei sei mesi che vanno da novembre ad aprile, vede invece abbondanti piene estive; la portata media, che nel medio corso è circa 380 m³/s, può oscillare da minimi di circa 7 a massimi sopra i 5.000.
Il fiume attraversa una zona poco popolata: il maggiore centro urbano toccato dal fiume è l'insediamento di Voločaevka Vtoraja.

## Galleria d'immagini

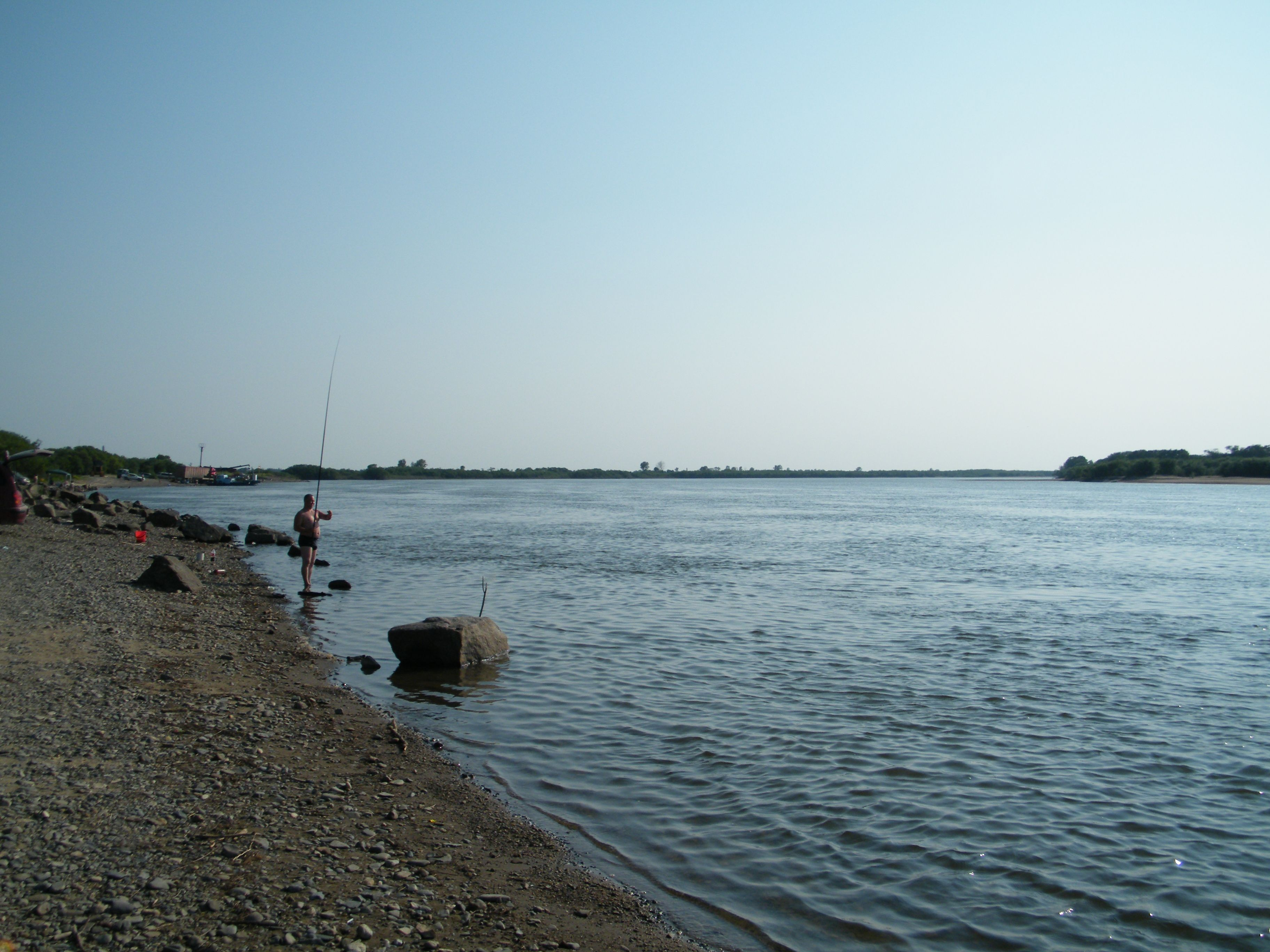
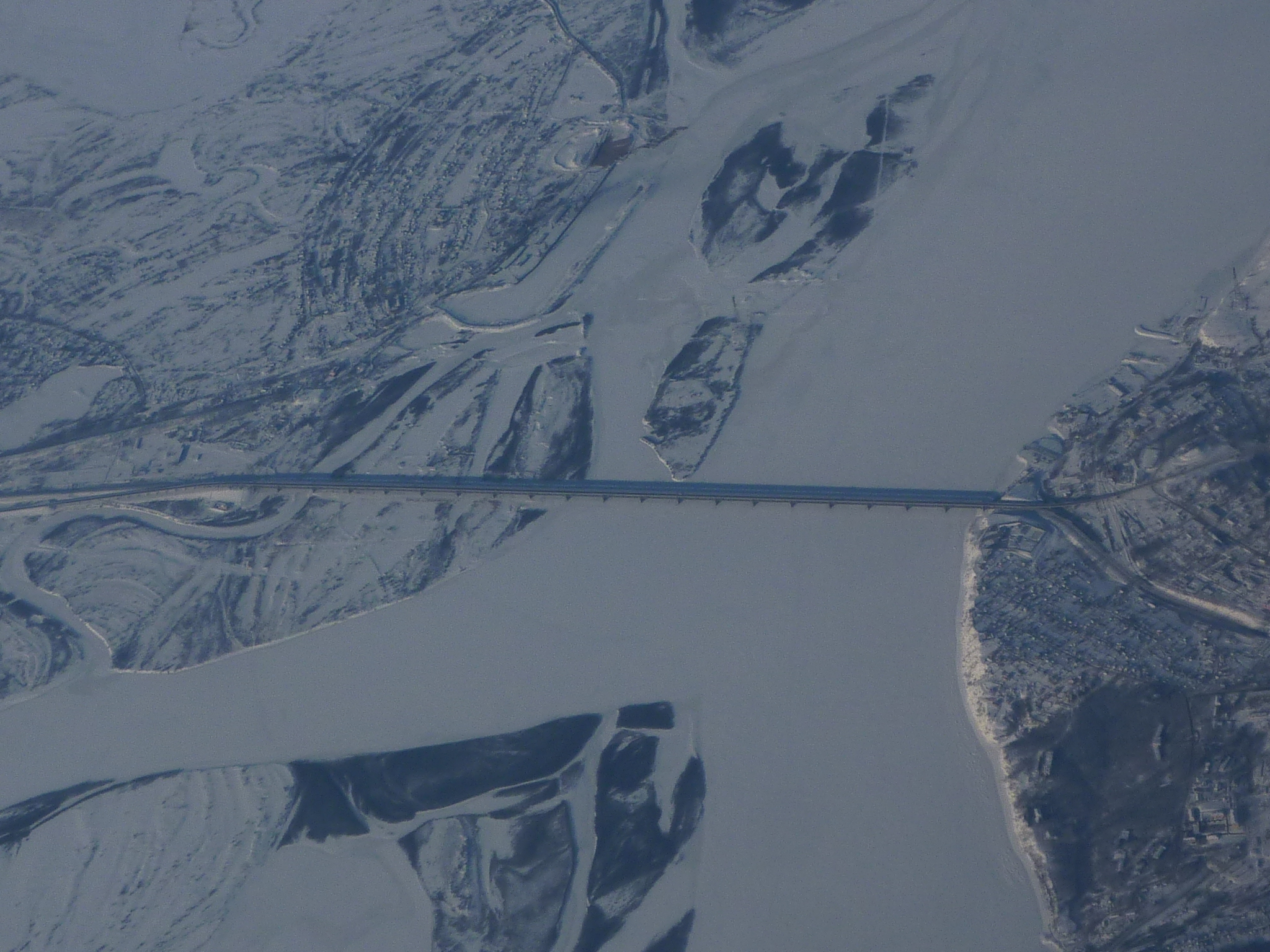
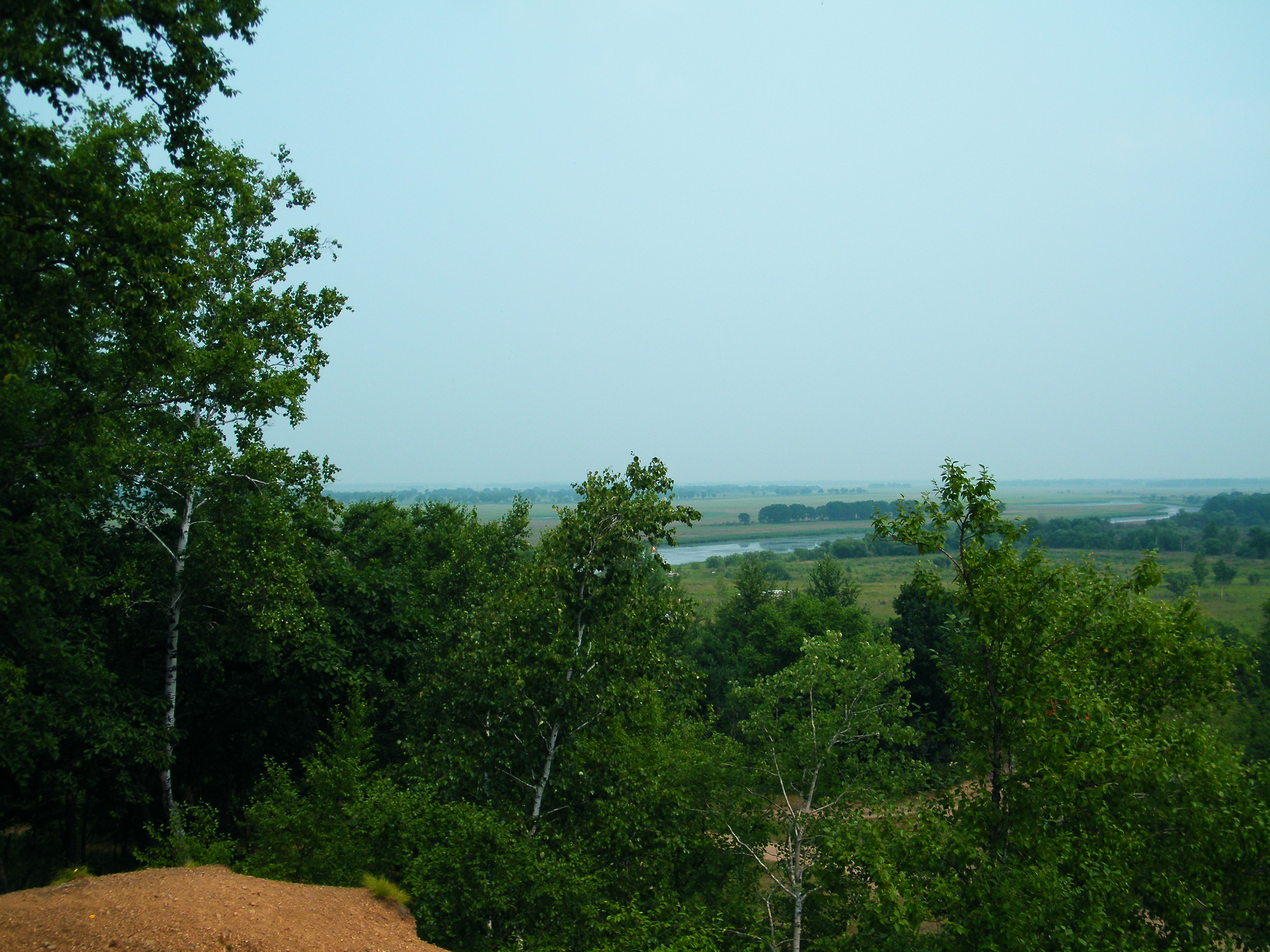
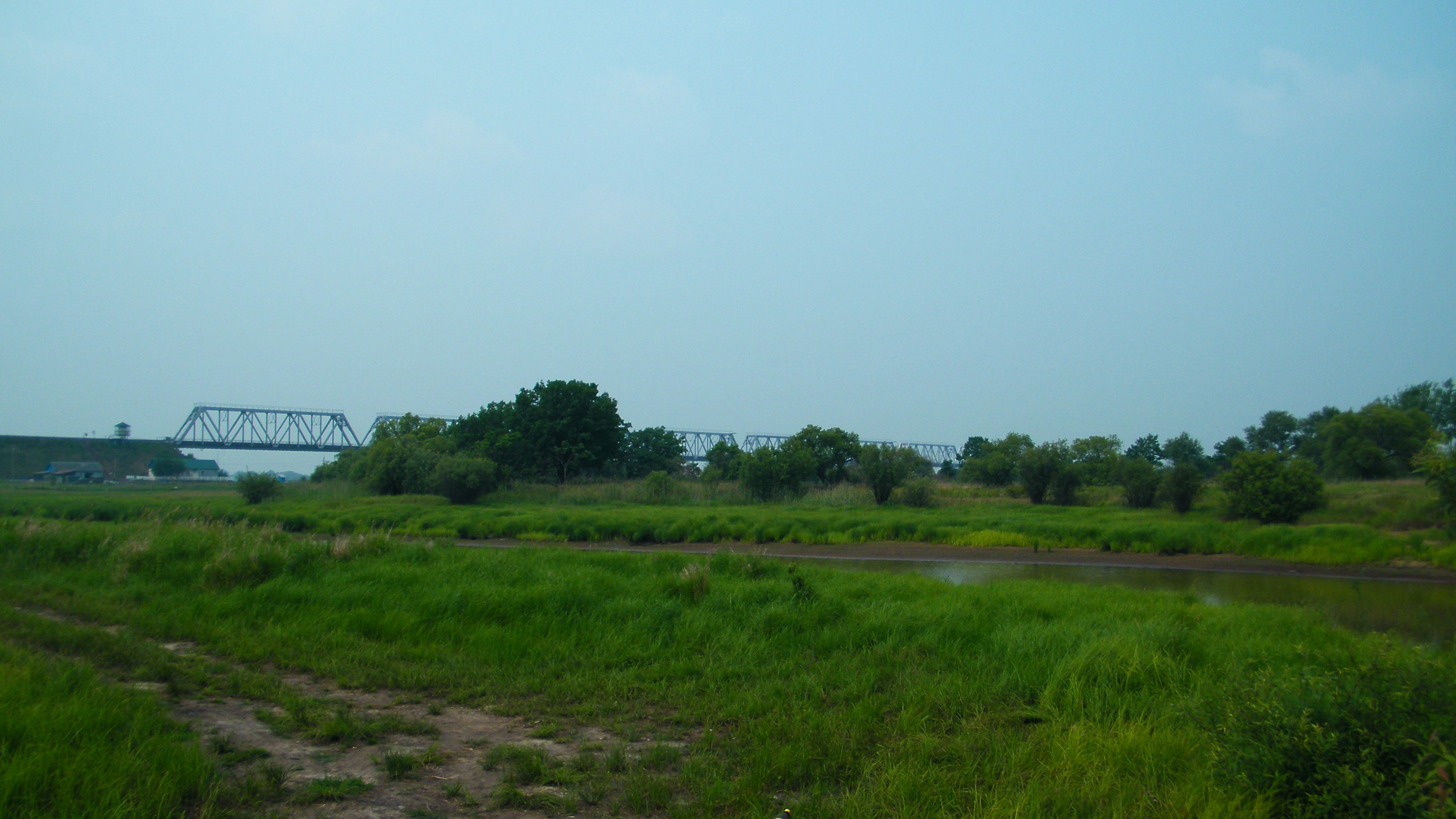